# Liste des mannequins de Victoria's Secret
Cette liste recense les mannequins qui ont posé ou défilé pour Victoria's Secret, par ordre alphabétique. Les noms qui apparaissent en caractères gras indiquent les Victoria Secret's Angels (« Anges »), c'est-à-dire les mannequins représentent la marque avec un contrat d'exclusivité.

## A
- Frida Aasen
- Nina Agdal
- Sigrid Agren
- Sophia Ahrens (en)
- Lily Aldridge
- Clara Alonso (en)
- Michelle Alves
- Magali Amadei
- Alessandra Ambrosio
- Mini Anden
- May Andersen
- Leomie Anderson
- Danita Angell (en)
- Carolina Ardohain
- Alanna Arrington (en)

## B
- Lorri Bagley
- Shaune Bagwell (en)
- Caitriona Balfe
- Bianca Balti
- Tyra Banks
- Ana Beatriz Barros
- Dorothea Barth Jörgensen (en)
- Kylie Bax (en)
- Arlene Baxter (sv)
- /  Michelle Behennah
- Elsa Benítez
- Letícia Birkheuer
- Leilani Bishop
- Kylie Bisutti
- Marcelle Bittar (en)
- Alena Blohm
- Maria Borges
- Daniela Braga
- Caroline Brasch Nielsen
- Christie Brinkley
- Cindy Bruna
- Joy Bryant
- Gisele Bündchen
- / Rania Benchagra
- Inguna Butane

## C
- Carla Campbell (en)
- Naomi Campbell
- Esther Cañadas
- Josie Canseco (en)
- Gracie Carvalho
- Laetitia Casta
- Jeísa Chiminazzo
- Helena Christensen
- Rachel Clark (en)
- Jessica Clarke (en)
- Aurélie Claudel
- Shannan Click (en)
- Kim Cloutier (en)
- Haylynn Cohen (en)
- Caroline Corinth (en)
- Cindy Crawford
- Elise Crombez

## D
- Sophie Dahl
- Jamie Lee Darley (en)
- Ebonee Davis
- Geena Davis
- Hannah Davis
- Roosmarijn de Kok (en)
- Flavia De Oliveira
- Emanuela De Paula
- Brooklyn Decker
- Cara Delevingne
- Xenia Deli (en)
- Barbara Di Creddo
- Cintia Dicker
- Emily DiDonato
- Dilone (en)
- Sharam Diniz (pt)
- Yamila Díaz
- Lily Donaldson
- Dewi Driegen (en)
- Morgane Dubled
- Jourdan Dunn
- Rhea Durham
- Rubina Dyan

## E
- Selita Ebanks
- Reka Ebergenyi
- Susan Eldridge (ko)
- Grace Elizabeth (en)
- Lindsay Ellingson
- Karen Elson
- Linda Evangelista
- Danielle Evans
- Angie Everhart
- Megan Ewing (de)

## F
- Almudena Fernández (en)
- Luján Fernández (en)
- Barbara Fialho
- /  Malaika Firth
- Isabeli Fontana
- Georgia Fowler (en)
- Lameka Fox (en)
- Magdalena Frackowiak
- Caroline Francischini
- Lindsay Frimodt (en)

## G
- Kelly Gale
- Izabel Goulart
- Alexina Graham (en)
- Kate Grigorieva
- Luma Grothe

## H
- Gigi Hadid
- Bella Hadid
- Bridget Hall
- Imaan Hammam
- Shalom Harlow
- Melissa Haro (en)
- Jessica Hart
- Sui He
- Erin Heatherton
- Bregje Heinen (en)
- Tricia Helfer
- Emma Heming
- Eva Herzigová
- Ana Hickmann
- Rachel Hilbert
- Taylor Marie Hill
- Kristy Hinze (en)
- Robin Hölzken
- Pauline Hoarau
- Susan Holmes (en)
- Merethe Hopland
- Marloes Horst
- Elsa Hosk
- Kirsty Hume (en)
- Martha Hunt
- Rosie Huntington-Whiteley

## I
- Chanel Iman

## J
- Anna Jagodzińska (en)
- Famke Janssen
- Constance Jablonski
- Jacquelyn Jablonski
- Jac Jagaciak
- Kendall Jenner
- Sofía Jirau

## K
- Kiara Kabukuru (en)
- Hyoni Kang (en)
- Carmen Kass
- Valery Kaufman (es)
- Liya Kebede
- Miranda Kerr
- Abbey Lee Kershaw
- Jaime King
- Vendela Kirsebom
- Karlie Kloss
- Heidi Klum
- Michaela Kocianova (es)
- Tatiana Kovylina (en)
- Doutzen Kroes
- Karolína Kurková
- Olga Kurylenko
- Anastasia Kuznetsova (en)

## L
- Ieva Laguna
- Maggie Laine
- Yumi Lambert
- Jennifer Lamiraqui
- Ginta Lapina (en)
- Maja Latinović (en)
- Lauren Layne
- Yasmin Le Bon
- Shakara Ledard
- Noémie Lenoir
- Nadine Leopold (en)
- Anouck Lepère
- Anja Leuenberger
- Damaris Lewis (en)
- Jessie Li
- Adriana Lima
- Maryna Linchuk
- Keke Lindgard (en)
- Angela Lindvall
- Bruna Lirio (en)
- Sessilee Lopez (en)
- Vanessa Lorenzo
- Teresa Lourenco (en)
- Flavia Lucini (en)

## M
- Elle MacPherson
- Grace Mahary (en)
- Bridget Malcolm (en)
- Anais Mali
- Josie Maran
- Jarah Mariano (en)
- Heather Marks
- Audrey Marnay
- Stella Maxwell
- Valeria Mazza
- Catherine McCord
- Catherine McNeil
- Elaine Irwin Mellencamp (en)
- Ariel Meredith (en)
- Diána Mészáros (es)
- Ali Michael (en)
- Ana Cláudia Michels (en)
- Enikő Mihalik
- Deanna Miller (it)
- Marisa Miller
- Omahyra Mota
- Fernanda Motta
- Andi Muise (en)
- Karen Mulder
- Astrid Muñoz (en)

## N
- Aline Nakashima (es)
- Ajuma Nasenyana
- Leila Nda (en)
- Petra Nemcova
- Aminata Niaria
- Chandra North (en)

## O
- Lais Oliveira (en)
- Raica Oliveira
- Oluchi Onweagba
- Julie Ordon

## P
- Blanca Padilla (en)
- Barbara Palvin
- Tatjana Patitz
- Herieth Paul
- Ana Paula Araújo (en)
- Karmen Pedaru
- Beverly Peele (en)
- Shu Pei (it)
- Marilhéa Peillard
- Brooke Perry
- Daniela Peštová
- Jourdana Phillips (en)
- Natasha Poly
- Paulina Porizkova
- Anais Pouliot (en)
- Behati Prinsloo
- Megan Puleri (es)

## R
- Rie Rasmussen
- Ujjwala Raut (en)
- Frankie Rayder (en)
- Bar Refaeli
- Paige Reifler
- Carola Remer (en)
- Hilary Rhoda
- Caroline Ribeiro (es)
- Lais Ribeiro
- Inés Rivero (en)
- Maggie Rizer (en)
- Rachel Roberts
- Georgianna Robertson
- Kristina Romanova
- Rebecca Romijn
- Pania Rose (en)
- Anja Rubik
- Cameron Russell

## S
- Sara Sampaio
- Daniella Sarahyba
- Claudia Schiffer
- Lindsay Scott (en)
- Anna Selezneva
- Fabiana Semprebom
- Stephanie Seymour
- Ingrid Seynhaeve
- Katja Shchekina (en)
- Shanina Shaik
- Irina Sharipova (ru)
- Irina Shayk
- Vita Sidorkina
- Eugenia Silva
- Molly Sims
- Adriana Sklenaříková
- Josephine Skriver
- Joan Smalls
- Amber Smith
- Kim Smith (en)
- Michelle Ray Smith (en)
- Arlenis Sosa
- Hana Soukupová (en)
- Jessica Stam
- Julia Stegner
- Sarah Stephens
- Heather Stewart-Whyte
- Lara Stone
- Romee Strijd
- Yfke Sturm
- Martha Streck (pt)
- Kasia Struss
- Candice Swanepoel

## T
- Shiraz Tal (en)
- Fabiana Tambosi (de)
- Fernanda Tavares (en)
- Elyse Taylor (en)
- Niki Taylor
- Chrissy Teigen
- Zuri Tibby (en)
- Jasmine Tookes
- Caroline Trentini
- Nicole Trunfio

## U
- Kate Upton
- Daniela Urzi (en)

## V
- Alina Văcariu
- Jessica Van Der Steen
- Frederique van der Wal
- Veronika Vařeková (en)
- Patricia Velásquez
- Edita Vilkevičiūtė
- Sanne Vloet (en)
- Eugenia Volodina
- Manon von Gerkan (de)
- Marija Vujović (en)
- Anne Vyalitsyna
- Louise Vyent (en)

## W
- Estella Warren
- Erin Wasson
- Veronica Webb
- Alek Wek
- Liu Wen
- Xiao Wen Ju
- Maud Welzen
- Jacquetta Wheeler
- Jessica White
- Katie Wile
- Megan Williams
- Solange Wilvert (en)
- Caroline Winberg
- Devon Windsor
- Sara Witt
- Magdalena Wróbel

## X
- Ming Xi

## Y
- Kara Young (en)

## Z
- Lana Zakocela
- Valentina Zelyaeva (ru)
- Raquel Zimmermann
- Katsia Zingarevich